# План Бальцеровича

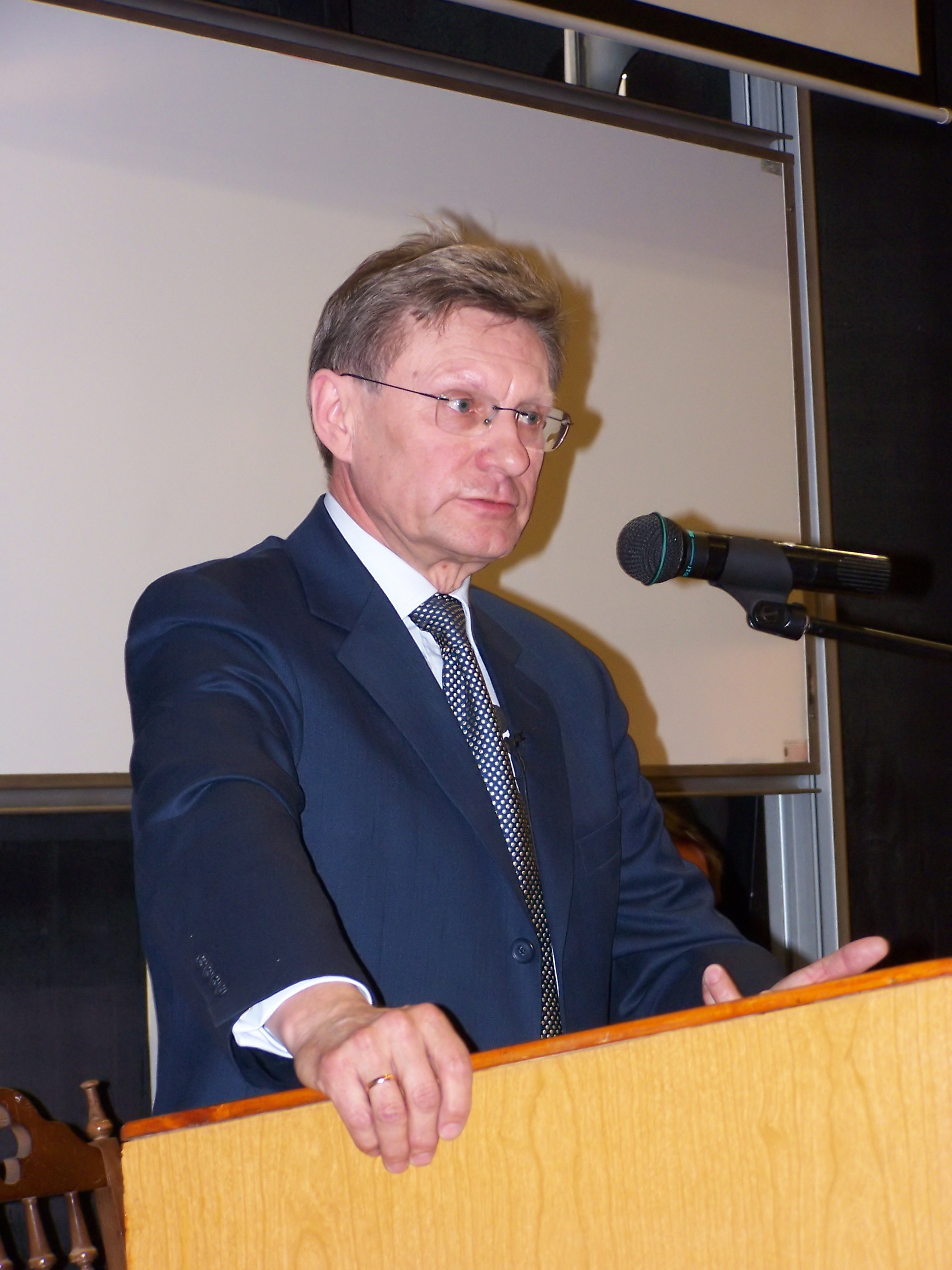
Лешек Бальцерович

План Бальцеровича (пол. Plan Balcerowicza) — также получивший название «шоковая терапия» — план быстрого перехода экономики Польши от государственной (плановой) экономики, основанной на государственной собственности и централизованном планировании, к капиталистической рыночной. Был принят в 1989 году. Назван в честь автора — польского экономиста Лешека Бальцеровича, который занял пост вице-премьера и министра финансов в правительстве Тадеуша Мазовецкого, также возглавил Экономический комитет при Совете министров Польши.
Во время воплощения плана происходило временное падение производства, рост был достигнут лишь в 1992 году. Позже аналогичные реформы, в той или иной степени, были проведены в ряде других стран.

## Предпосылки
После 45 лет социалистического правления экономика Польши была не готова для интеграции в мировой рынок. Темп инфляции был равен 639,6 % и постоянно рос. Большинство государственных монополий и компаний во многом были неэффективными и полностью устаревшими с точки зрения использованных технологий. Несмотря на это, практически не было безработицы, заработная плата была низка, а экономика дефицита привела к отсутствию даже самых основных продуктов питания в магазинах. После провала Польской объединённой рабочей партии на выборах 4 июня 1989 года стало ясно, что предыдущий режим уходит в прошлое.
Неофициальные переговоры в Магдаленке, а затем переговоры за круглым столом в 1989 году позволили мирный переход власти к демократически избранному правительству. Сначала было решено, что правительство должно быть сформировано Тадеушем Мазовецким и оппозицией, а место президента Польши будет отдано бывшему лидеру ПОРП генералу Войцеху Ярузельскому.

## План
В сентябре 1989 года была создана экспертная комиссия под председательством Лешека Бальцеровича, ведущего польского экономиста, министра финансов и заместителя премьер-министра Польши. Среди членов комиссии был Джордж Сорос и поддерживаемые им Сакс, Джеффри (экономист), Станислав Гомулка, Стефан Кавалец и Войцех Мисёнг. Комиссия подготовила план широкомасштабных реформ, которые должны были позволить быстрое преобразование экономики Польши от системы централизованного планирования к капитализму образца Западной Европы и Америки.
Либерализация цен в ПНР началась ещё раньше — с 1 августа.
6 октября состоялось представление программы на государственном телевидении, и в декабре Сейм принял пакет из десяти актов, подписанных президентом 31 декабря 1989 года. К ним относились:
- Закон о финансовой экономии в государственных компаниях, что позволило государственным предприятиям объявлять банкротство. Таким образом был положен конец фикции, благодаря которой могло существовать предприятие, даже при отсутствии эффективности и подотчётности.
- Закон о банковской деятельности, который запретил национальному центральному банку финансировать дефицит государственного бюджета и запретил выпуск новой валюты.
- Закон о кредитах, который отменил льготное кредитование государственных компаний и привязал проценты к инфляции.
- Закон о налогообложении чрезмерного повышения заработной платы, вводил так называемый попивек (польск. popiwek), налоговые ограничения на рост заработной платы в государственных компаниях, для ограничения гиперинфляции.
- Закон о новых правилах налогообложения, введение одинаковых правил налогообложения для всех компаний и отмены специальных налогов, которые ранее были применены к частным компаниям с помощью принятия административных решений.
- Закон о хозяйственной деятельности иностранных инвесторов, что позволило иностранным компаниям и частным лицам инвестировать в польскую экономику и экспортировать свою прибыль за границу.
- Закон об иностранных валютах, который вводил внутреннюю конвертируемость злотого и отменил государственную монополию на международную торговлю.
- Закон по таможенному праву, внедрил единые ставки пошлины для всех компаний.
- Закон о занятости, которым регулировались обязанности учреждений по выплате пособия по безработице.
- Закон об особых обстоятельствах, при которых работник может быть уволен, внедрил защиту работников государственных компаний от массовых увольнений и гарантировал выплаты пособия по безработице.

«План Бальцеровича» предполагал строгое ограничение инфляции, приведение к равновесию в течение года государственного бюджета, товарного и денежного рынков, перевод всех сфер экономики на рыночные начала. Для этого повышались розничные цены, сокращались бюджетные дотации, ограничивались денежные доходы, а для предприятий вводилась частичная внутренняя обратимость злотого и устанавливался его единый курс.
В конце декабря план был одобрен Международным валютным фондом. Поддержка МВФ была особенно важной, поскольку государственный долг различным иностранным банкам и правительствам достиг суммы в 42,3 миллиарда долларов (64,8 % от ВВП). В 1989 году МВФ предоставил Польше стабилизационный кредит в один миллиард долларов и резервный кредит 720 миллионов долларов. После этого Всемирный банк предоставил Польше дополнительные кредиты для модернизации экспортно-ориентированных предприятий. Многие правительства придерживались прежних обязательств и выплатили некоторые из прежних внешних долгов социалистической Польше (около 50 % от суммы займов и всех накопленных процентов на 2001 год).
Несмотря на успех реформы, её социальные последствия уже в первый год начали вызывать недовольство и противоречивые оценки. Даже с учётом приватизации государственного сектора, постепенные изменения давались очень тяжело. Объёмы производства возросли, но одновременно подскочила и безработица. В то время как многие стимулы оздоровления экономики были использованы сразу, приватизация государственных компаний была растянута, пока процедура разгосударствления не стала безболезненной для общества, чтобы избежать ситуации «дикого капитализма».

## Критика
В начале 2020 года к третьему десятилетию принятия плана Бальцеровича из-за усилившихся проблем в польской экономике, связанных с ускорением трудовых миграционных процессов и сильным расслоением между богатым и бедным населением, многие СМИ начали писать о несостоятельности плана в текущих экономических реалиях.